# Kanton Le Lamentin-2 Nord
Kanton Le Lamentin-2 Nord (francouzsky Canton du Lamentin-2 Nord) byl francouzský kanton v departementu Martinik v regionu Martinik. Tvořila ho část obce Le Lamentin. Zrušen byl v roce 2015.